# Noshi

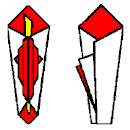
Disegno del noshi

Con la parola giapponese Noshi (熨斗?) si indica uno dei più antichi modelli di origami, risalente al periodo Kamakura (1185-1333), utilizzato tradizionalmente come decorazione benaugurale per i regali.

## Storia

### Noshiawabi
Si pensa che "Noshi" sia la contrazione della parola Noshiawabi (熨斗鮑?), termine con cui si indicava un mollusco marino, l'abalone, awabi (鮑?) in giapponese, tagliato a strisce ed essiccato al sole.

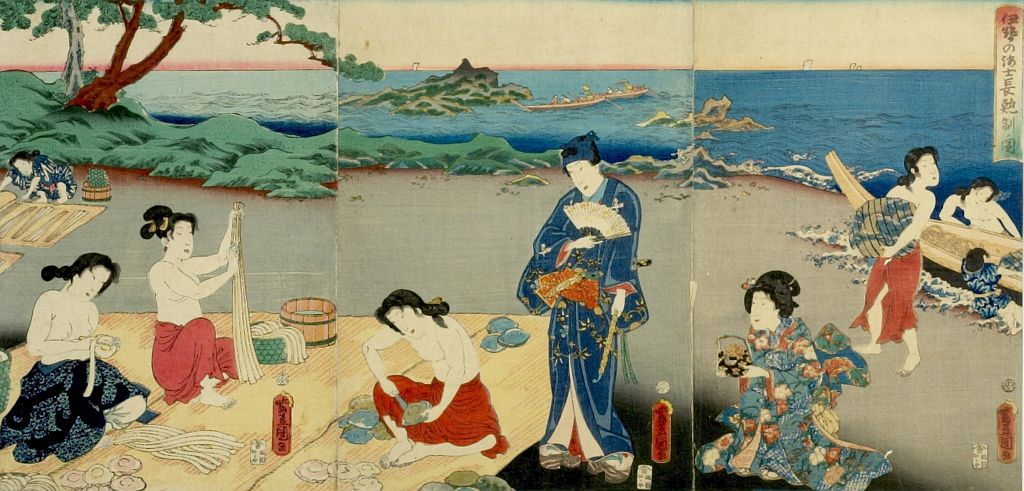
Produzione del noshiawabi a Ise. Stampa ukiyo-e di Utagawa Kunisada (1786 - 1864)

In Giappone, offrire un noshiawabi insieme a un regalo, specificamente in occasione di matrimoni, nascite o altri eventi fausti, è una tradizione antichissima. Sembra che il noshi simboleggiasse una sorta di immunità dal male e che indicasse la purezza degli intenti di colui che offre il regalo e l'innocuità del dono stesso. Tra le possibili origini di questo costume ci sono sia il fatto che, in passato, il consumo di prodotti di origine animale era meno comune e quindi solitamente associato a eventi lieti o festivi; sia la credenza che l'abalone aiutasse a preservare la giovinezza e fosse fonte di longevità.

### Noshi
La tradizione del noshiawabi si è persa ma è rimasta l'abitudine di decorare i regali con un origami noshi. Questo modello  consiste tipicamente di una striscia di carta gialla, sostituto del noshiawabi, avvolta in un foglio di carta bianco e rosso, piegato in modo da ottenere la forma caratteristica. In altri modelli di noshi, divenuti popolari in seguito, il noshiawabi poteva essere sostituito dalla semplice scritta no-shi (のし?), in hiragana, su un pezzo di carta, oppure da foglie o fiori di stagione o aghi di pino.
A prescindere dalle varianti, il modello di origami noshi riveste particolare importanza perché, rispetto ad altri modelli della tradizione giapponese, non vengono effettuati tagli nel foglio, regola che verrà poi assunta come fondamento dell'origami moderno.

### Noshigami

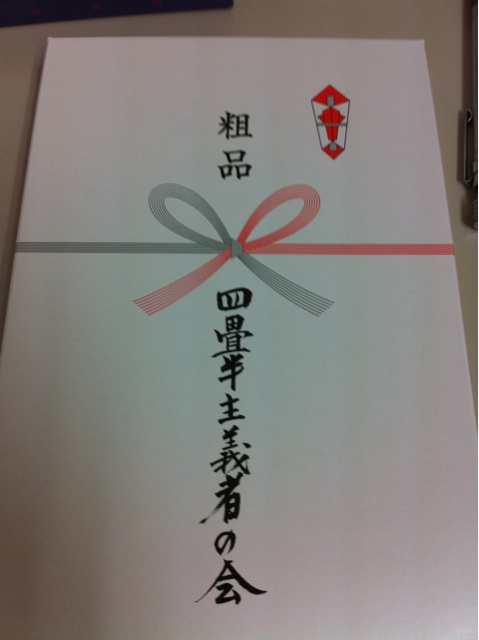
Noshigami con l'immagine del noshi in alto a destra.

In epoca contemporanea il noshi è spesso sostituito dal Noshigami (熨斗紙?), un involucro per i regali che si utilizza, di solito, nelle occasioni formali e che riporta il simbolo grafico del noshi, stampato direttamente sulla carta, spesso insieme al disegno del Mizuhiki (水引?), un tradizionale nastro decorativo. Il regalo viene poi confezionato in modo che l'immagine del noshi si trovi nell'angolo in alto a destra del pacchetto.